# منظمة أيلول الأسود
منظمة أيلول الأسود منظمة فلسطينية تشكلت على إثر أحداث شهر أيلول سبتمبر 1970 الذي عُرِف لاحقًا باسم (أيلول الأسود)، حين تصادم الجيش الأردني مع منظمة التحرير الفلسطينية، التي كانت متمركزة آنذاك في الأردن. من أبرز عملياتها عملية ميونخ التي أدت إلى مقتل 11 رياضيا إسرائيليا في دورة الألعاب الأولمبية لعام 1972 في ميونخ بألمانيا، واغتيال رئيس الوزراء الأردني وصفي التل في القاهرة في 1971 الذي حملته المنظمة مسؤولية أحداث أيلول الأسود حيث كان رئيس الوزراء ووزير الدفاع خلالها.
ليس من الواضح من هو المسؤول عن تنظيم عمليات منظمة أيلول الأسود، ولكن أشيع أن صلاح خلف المعروف باسمه الحركي أبو إياد هو رئيسها وكان المساعد له والرجل الثاني في المنظمة هو (أبو محمد العمري) فخري العمري وآخر يدعى محمد داود عودة (أبو داوود).

## لمحة تاريخية
هي منظمة فلسطينية تم إنشاءها في مطلع السبعينات بعد الصدامات التي وقعت بين الفصائل الفلسطينية، والجيش الأردني، وأدت إلى خروج الفدائيين الفلسطينيين من الأردن إلى لبنان. حيث كانت مشاعر اليأس، والإحباط، وخيبة الأمل تسيطر على جميع الفلسطينيين، لأنه لم يكن في وسع هؤلاء القيام بعمليات فدائية (تقليدية) ضد إسرائيل بسبب الخروج من الأردن. لذلك أصبحت الحاجة ملحة لإنشاء منظمة كرديف ملحق بالمقاومة الفلسطينية في الوقت الذي لم يكن بوسع هذه الأخيرة القيام بمسئولياتها كاملة من الناحية العسكرية والسياسية، وتجدر الإشارة هنا إلى أن قيادة المقاومة الفلسطينية انعقدت بكامل هيئتها في شهر أيلول 1971، واتخذت مجموعة من القرارات أهمها :
تعزيز قواعد المقاومة في الأردن ولبنان، وشن هجمات على إسرائيل انطلاقا من الجنوب.
لقد ارتبط اسم صلاح خلف بهذه المنظمة، إلا أنه نفى دائما أي علاقة له بها لاعتبارات سياسية، كما أن حركة فتح عبرت دائما عن أن قادة وأعضاء هذه المنظمة أنهوا علاقتهم بالحركة ولم يعودوا أعضاء فيها فقد كانت منظمة التحرير في ذلك الوقت غير معترف بها لا عربيا ولا دوليًا، وكانت تسعى للحصول على هذا الاعتراف، لهذا نأت بنفسها عن تبني عمليات عسكرية باسم (فتح) قد تحول دون تحقيق مكاسب سياسية على الصعيدين العربي والدولي، وأوكلت هذه المهمة (لأيلول الأسود) التي استطاعت من خلال عملياتها في السبعينات أن تنتزع اعتراف العرب والعالم بمنظمة التحرير الفلسطينية كممثل شرعي ووحيد للشعب الفلسطيني.
لقد كان صلاح خلف بحكم طبيعته وأيديولوجيته عدوا لدودا لعمليات الاغتيال والإرهاب بصفة عامة، إلا أنه لم يخلط كما يفعل الكثيرون في العالم بين (العنف الثوري) و(الإرهاب)، وبين ما يشكل تأثيرًا سياسيا، وبين ما هو ليس كذلك، وفضلا عن ذلك كان أبو إياد يرفض العمل الفردي الذي يرتكب خارج أي تنظيم أو أية إستراتيجية – أو تمليه بواعث ذاتية، ويدعي الحلول محل كفاح الجماهير الشعبية. بل على العكس من ذلك فقد كان يري أن العنف الثوري ينخرط في حركة واسعة ذات بنى يشكل قوة متممة لها، ويساهم في مدها في فترات الجزر، والهزيمة....لكنه (أي العنف الثوري) يصبح نافلا بلا جدوى عندما تسجل الحركة نجاحات علي المستوى المحلي، أو المسرح الدولي.
ولأجل هذا السبب عمدت قيادة فتح على إنهاء عمليات أيلول الأسود بعد أن تمكنت من تحقيق جميع الأهداف التي أنشئت من أجلها، وعاد قادتها، ومقاتلوها إلي صفوف الحركة الأم فتح.

## قيادة المنظمة
تشكلت قيادة هذه المنظمة من كوادر حركة فتح، والرعيل الأول المؤسس للمؤسسة العسكرية والأمنية، وبالتحديد بعض أولئك الكوادر الذين تلقوا دوراتهم الأمنية الأولي في معهد البحوث الإستراتيجية التابع للمخابرات المصرية في منتصف العام 68 وكان منهم: فخري العمري (أبو محمد العمري) وعلي حسن سلامة (أبو حسن سلامة) ومحمد داود عودة (أبو داود).

## العمليات التي قامت بها المنظمة
- 1. 28 نوفمبر 1971 اغتيال وصفي التل رئيس وزراء الأردن السابق.
- 2. 15 ديسمبر 1971 محاولة اغتيال زيد الرفاعي في لندن.
- 3. 5 سبتمبر 1972 عملية ميونخ التي قتل فيها 11 رياضياً إسرائيلياً خلال دورة الألعاب الأولمبية.
- 4. 28 يناير 1973 اغتيال موشيه حنان يشي (بروخ كوهين) وتصفية شبكة الموساد في مدريد، وأوروبا.
- 5. 15 فبراير 1973 محاولة احتجاز أعضاء الحكومة الأردنية في عمان.
- 6. 2 مارس 1973 عملية الخرطوم التي جاءت لفك أسر الخلية التي أرادت ان تسقط النظام في الأردن وعلى رأسها أبو داوود (محمد داود عودة).
- 7. 8 مارس 1973 اغتيال سمحا غير لتزر في قبرص.
- 8. 9 أبريل 1973 هجوم مزدوج في قبرص ضد السفير الإسرائيلي (رحميم تيمور)، وطائرة تابعة لخطوط الطيران الإسرائيلية (العال).
- 9. 20 أكتوبر 1974 عملية الدار البيضاء في المغرب أثناء انعقاد مؤتمر القمة العربية، وهي العملية التي أدت إلي الاعتراف العربي بمنظمة التحرير الفلسطينية، وبعدها بأسبوعين تقريبا استقبلت الأمم المتحدة ياسر عرفات وتم الاعتراف العالمي بمنظمة التحرير، وإعطائها صفة (مراقب) في الأمم المتحدة في سابقة هي الأولى في التاريخ أن تعطي حركة تحرر وطني هذه الصفة ويتم قبولها عضواً في هذا التجمع العالمي.

وتعتبر عمليتا ميونخ والدار البيضاء من أهم وأكبر العمليات التي قامت بها هذه المنظمة؛ حيث فرضت العملية الأولى الحضور الفلسطيني قوياً ومدوياً من خلال هذا الحدث الرياضي العالمي. أما العملية الثانية فقد استطاعت أن تنتزع الاعتراف العربي والدولي بمنظمة التحرير الفلسطينية ممثلاً شرعياً ووحيدا للشعب الفلسطيني.
اكتسبت عمليات أيلول الأسود شهرة واسعة، ولاقت تأييداً واسعاً لدى كافة القطاعات الشعبية الفلسطينية والعربية بسبب دقة التنظيم[بحاجة لمصدر]، واختيار أهداف صعبة تدل علي الحرفية العالية التي تمتع بها قادة ومقاتلو أيلول[بحاجة لمصدر]. لقد أصبحت أيلول الأسود مصدر فخر للفلسطينيين[بحاجة لمصدر] الذين شعروا أنهم أصبحوا قادرين على مقارعة أعدائهم في كافة الساحات، وهو الأمر الذي دعا الكثير من القادة والمنظمات الأخرى إلى (تبني) عمليات أيلول[بحاجة لمصدر] إلا أنه في حقيقة الأمر لم تكن لهم أي علاقة بأيلول الأسود. وتجدر الإشارة هنا إلى أن العمليات التي قامت بها أيلول الأسود هي فقط العمليات التي أشار إليها صلاح خلف في كتابه (فلسطيني بلا هوية)[بحاجة لمصدر] أما العمليات الأخرى التي قامت بها منظمات فلسطينية حاولت التشبه بأيلول كانت شديدة الضرر علي القضية الفلسطينية[بحاجة لمصدر]، وساعدت علي الخلط بين (العنف الثوري)، و(الإرهاب) في العالم[بحاجة لمصدر].